# سميتانكا
سميتانكا (بالروسية: Сметанка) هو فحل رمادي عربي أصيل وهو والد الحصان أورلوف تروتر. لمالكه الروسي الكونت أليكسي أورلوف، كما كان يمتلك العديد من الخيول العربية حصل عليها من نبلاء الدولة العثمانية أو وصولاً إلى بدو الجزيرة العربية.
دفع أورلوف مبلغاً قدره 60 ألف روبل روسي مقابل هذا الفحل في حين كانت الفحول تباع في روسيا زهاء 5 آلاف روبل تقريبا.

## تاريخ
حصل الكونت أليكسي أورلوف على عدة خيول من بينها سميتانكا كهدايا نظراً لعلاقاته الدبلوماسية مع نبلاء الدولة العثمانية.
في حين تؤكد بعض المصادر الروسية أن الكونت حصل على هديته سنة 1775 من اليونان الحالية 

## وصف
تم تصنيف سميتانكا من قبل الحكومة الروسية كحصان عربي أصيل بينما صنفه الطبيب البيطري الفرنسي 
أندريه سانسون [الفرنسية] (1826-1902) كحصان بربري. حيث تم إدراجه في قاعة متحف أورلوف.

## تطور السلالة

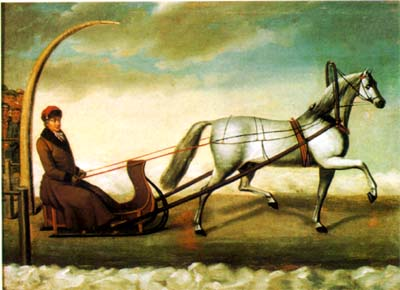
رسم تخيلي لأليكسي أورلوف

الأرض التي أضحت مزرعة «كرينوفسكي» وتعود ملكيتها إلى السير أليكسي أورلوف هي هبة من كاثرين الثانية نظير مشاركته في الانقلاب الذي أوصلها إلى الحكم. الحيازة الأصلية كانت شديدة الاتساع: المزرعة في وضعها الحالي أصغر خمس عشرة مرة عما كانت عليه قبل الثورة البلشفية.

الجد الأعلى (السلف) لسلالة أورلوف كلها هو الفحل الرمادي العربي الأصل سماتنكا. حيث اشتراه السير أورلوف من الدولة العثمانية مقابل مبلغا قدره 60 ألف روبل. بالرغم من وفاة الفحل بعدها بعام فإنه قد ترك خمس أبناء. من بين الفرسات التي قام بتهجينها كانت الفرسة إيزابلين، الفرسة الدانمركية من مزرعة فريدريكسبورج الملكية، والتي أنجبت الفحل «بولكان» (1778-1793).
تزاوج بولكان مع فرسة دانمركية منجبين فرساً رمادياً عام 1784. 
والحصان «بارس الأول» (1784- 1808) يعد أول سلالة أورلوف تروتر. طول حاركة أعلى كاهلي الفرس هو 162.5م مما جعله أطول من معاصريه من سلالات تروتر الأخرى. ممتلكاً مشية سريعة الخبب وامتيازه بالجمال والنبالة أدت إلى تمييزه لاحقا بأنه سلالة جديدة النشأة.